# Овъркил
Овъркил (на английски: overkeel) е преобръщане на плавателен съд с кила (дъното) нагоре. Основна причина за това е недостатъчна напречна или надлъжна устойчивост на съда, несъответстваща на условията на плаването. Най-често се използва за малки, развлекателно-спортни съдове. По отношение на истинските големи кораби е прието да се използва термина „преобръщане“.
Причините, водещи до овъркил, могат да бъдат естествени и изкуствени. Първите са сумата на външните условия (например метеорологични), които въздействат на съда, което може да доведе до големи ъгли на крен или диферент. Изкуствените може да са грешки при управление на кораба, неправилни технически разчети на устойчивостта още при проектиране на съда, нарушаване на центъра на тежестта, предизвикано от неправилно разпределение на товара, а също и от агресивни действия: (пробойни под водолинията, повреди по корпуса от торпедо, ракета, бойна глава и т.н.).
Във водния туризъм овъркил се случва при преминаване на прагове, водопади, бързеи и други препятствия. При някои видове плавателни съдове, например каяка, може да се направи връщането на съда на равен кил без той да се напуска – т.нар. ескимоско преобръщане.

## Интересни факти
Яхтсмените шеговито отнасят овъркила към завоите, такъв като фордевинда и овърщага, допълвайки го с последните.